# Braunsapis philippinensis
Braunsapis philippinensis är en biart som först beskrevs av William Harris Ashmead 1904.  Braunsapis philippinensis ingår i släktet Braunsapis och familjen långtungebin. Inga underarter finns listade.